# Wilma Bräuner
Wilma Bräuner, gebürtig Wilhelmine Henriette Martha Bräuner (* 31. März 1891 in Hamburg; † 11. Januar 1985 in Westerland), war eine deutsche Kunstmalerin, Grafikerin und Fotografin. Sehr viele ihrer Werke bilden die Landschaft und Natur der Insel Sylt ab, wo sie ab 1921 lebte, arbeitete und sich für den Naturschutz einsetzte. Sie starb 1985 in ihrem privaten Wohnhaus in Westerland auf Sylt.

## Familie und Leben
Wilma Bräuner war die Tochter des aus Pinneberg stammenden Juweliers Georg Hermann Heinrich Bräuner (1864–1921) und dessen Ehefrau, Bertha Wilhelmine Henriette, geborene Schlüter (1863–1935), und die jüngere Schwester von Adolf Hermann Mark Bräuner (1889–1957). Die Familie lebte in Hamburg. Während des Ersten Weltkriegs half sie im väterlichen Juweliergeschäft mit, das später von ihrem Bruder fortgeführt wurde.
1921 siedelte Bräuner auf die Insel Sylt um, die sie seit ihrer Kindheit von Ferien- und Urlaubsaufenthalten kannte. Sie lebte viele Jahre in der Henningstraße in Westerland. 1966/67 baute sie gemeinsam mit ihrer langjährigen Geschäftspartnerin und Lebensgefährtin Charlotte Anneliese Dorothea Funk (1904–1979) ein Wohnhaus in Westerland, im Sjipwai (der heutige Smeelwai).
Auf Sylt führte sie bis 1977 ihren Laden, das „Kunstgewerbehaus Frisia“.
Außerdem setzte sie sich aktiv für den Naturschutz ein – persönlich wie auch finanziell. In ihrem Wohnhaus in Westerland wurde am 2. November 1971 der Verein „Bürgerinitiative Sylt“ unter dem Vorsitz von Klara Enss gegründet. Der Verein setzte sich unter anderem gegen die Umsetzung des Großbauprojekts „Atlantis“ ein. Wegen ihrer großen Unterstützung der Initiative wurde Bräuner das erste Ehrenmitglied des Vereins.

## Künstlerischer Werdegang
Von früher Kindheit an zeichnete und malte Wilma Bräuner, „vor allem kopierte sie, etwa bis zu ihrem siebenten Lebensjahr, was ihr gefiel“. Später lernte sie Zeichnen und Malen bei Privatlehrern und an der Kunstgewerbeschule Hamburg. Ihre Lehrenden waren unter anderem Friedrich Schaper (1869–1956), Sophus Hansen (1871–1959) und Carl Rathjen (1855–1919) – alle drei unter anderem Mitglieder des Hamburger Künstlervereins von 1832.
Ihre erste Ausstellung war um das Jahr 1912 in der Galerie Commeter in Hamburg. In den folgenden Jahren wurden ihre Arbeiten dort und auch im Kunsthaus Bock gezeigt. Von ihren frühen Arbeiten sind nur sehr wenige in ihrem Künstlernachlass erhalten geblieben.
In ihren frühen Jahren setzte sie sich mit Akt- und Porträtstudien, vor allem alter Menschen, auseinander und fing auch zu Fotografieren an. Trotz fehlender Lehrzeit wurde sie als Berufsfotografin anerkannt. In ihrem Geschäft auf Sylt bildete sie auch aus.
Auf Sylt wandte Bräuner sich malerisch der naturalistischen Landschaftsdarstellung zu. Ihr Stil steht dem Impressionismus nahe. Sie suchte sich ihre Motive in ihrem unmittelbaren Lebensumfeld – egal ob an ihren Wohnorten oder auf Reisen.
Bestimmende und wiederkehrende Motive in ihrem Werk sind Dünen- und Kliff-, Berg- und Winterlandschaften, Bäume, Haus- und Nutztiere, der Himmel und das Meer. Über die Jahrzehnte entstanden tausende Ölgemälde und Fotografien. Sie produzierte Postkarten von Handabzügen ihrer Fotografien und veröffentlichte zahlreiche Fotokalender und Bildbände. Viele ihrer Fotografien sind auch in anderen Veröffentlichungen wie Reise- und Wanderführern oder der Sylter Kurzeitung veröffentlicht worden.
Ihr Künstlernachlass befindet sich im Sylter Archiv in Westerland.

## Werk
Ihr künstlerisches Werk ist durch die Malerei und Fotografie geprägt.

## Fotografie/Veröffentlichungen (Auswahl)
- Sylt-Kalender, ca. 1950–1985
- Sylt mit Abbildungen von Wilma Bräuner. [Text: Insulanus], Wolff, Flensburg ca. 1954
- Sylt. Bildbuch einer Insel, Wolff, Flensburg ca. 1965
- Leuchtendes Sylt. Das Bräuner Farbfotobuch, Selbstverlag, Westerland 1965
- Das Bräuner-Buch Sylt – Fotos einer Malerin, Selbstverlag, Westerland 1966
- Vermächtnis an Sylt, Selbstverlag, Westerland, 1978
- Vermächtnis an Sylt, Buch II, Selbstverlag, Westerland, ohne Jahr
- Wilma Bräuner, die Leica, das Meer... und ihr Insel-Express. Außerdem ihr freundlicher Kampf gegen das Fi-Amt und sonstige Behörden, Selbstverlag, Westerland Dezember 1982